# تشارلز ر. فينويك
تشارلز ر. فينويك هو محامي وسياسي أمريكي، ولد في 11 أغسطس 1900 في فيرفاكس في الولايات المتحدة، وتوفي في 22 فبراير 1969 في مقاطعة أرلنغتون في الولايات المتحدة. نشط حزبياً في الحزب الديمقراطي. وقد انتخب عضو مجلس ولاية فرجينيا ‏.